# 木内幸男
木内 幸男（きうち ゆきお、1931年〈昭和6年〉7月12日 - 2020年〈令和2年〉11月24日）は、茨城県土浦市出身の高校野球指導者。茨城県立土浦第一高等学校・茨城県立取手第二高等学校・常総学院高等学校で指導した。

## 人物・来歴

### 生い立ちと土浦一高時代（1931 - 1956）
幸男は下駄職人の家庭に生まれ育ち、子供のころは結構裕福だったという。
県内有数の進学校である土浦一高（入学当時は土浦中学校）に進学する。野球部では主将でセンターをつとめ3年生の夏は県予選で左中間の打球をあと少しでとれずに逆転負けを喫し、甲子園に行くことは出来なかった。このことの心残りと当時の監督がほとんど練習を見ていなかったこともあって、そのまま土浦一高でコーチを続ける。慶應義塾大学にも合格していたが、コーチに専念するため入学を断念したという。後に阪神監督をつとめる安藤統男を2年生まで指導し、木内が取手二高に移った翌年に土浦一高は甲子園出場を果たしている。

### 取手二高時代（1957 - 1984）
土浦一高での指導はほとんどボランティアで、家業の下駄産業が衰退していった事情もあって、生活のため伝統校を離れて1957年から取手二高に就職する。監督以外のことでも拘束の多い教員の身分を嫌って待遇は用務員と変わらない職業監督の身分をあえて選んでいたが、そのため生活はかなり苦しかった。
取手二高は戦前までは高等女学校であった関係で、戦後も女子校の雰囲気を色濃く残していた。それゆえに野球部はあくまで男子生徒の存在を知らしめるものでしかなく、このため甲子園ははるか遠い存在であった。後に「マジック」と称される木内の意表をついた戦法は、この長い弱小時代のとても勝てそうにない相手をなんとか負かしてやろうという執念の末に身についたものであり、2回ほど千葉県との東関東大会の県代表になるなどしばしば台風の目となる躍進を見せることもあった。
次第に取手二高は県内の強豪校として定着し1974・1975年と連続で県大会準優勝に終わるなど後一歩で甲子園を逃し続けていたが、取手二高に就任してから20年後の1977年に大野久を擁して甲子園初出場を果たし甲子園でも1勝する。それからセンバツ・選手権合わせて6回甲子園に出場する。特に1984年の夏大会では石田文樹、吉田剛などを擁し決勝で桑田真澄、清原和博のKKコンビ擁するPL学園（大阪）を延長10回の末、中島彰一（現日本製鉄鹿島監督）の3ランなどで8-4で破って全国優勝を果たす。まるでガキ大将たちが元気に飛び跳ねるようにプレーする様はPL学園の緻密な組織野球との対比で「のびのび野球」と呼ばれ、出っ歯をむき出しにして激しく怒っては豪快に笑う木内自身の強いキャラクターもあって一躍全国的に有名な監督となった。なおこの年は国体でも決勝でPL学園と対戦し、5-4で破って優勝している。この年の第66回大会直後の8月23日に退任を表明した。

### 第1次常総学院時代（1984 - 2003）
理事長である櫻井富夫の強い要請で、その2年前に開校したばかりの私立の常総学院に移り事務職員兼体育教官助手として着任し、1984年9月1日監督に就任した。就任3年目の1987年のセンバツで甲子園に出場し、夏大会ではエースの島田直也や当時1年生の仁志敏久などを擁して準優勝を果たす。中日に入団した上原晃の沖縄水産（沖縄）、ロッテに入団した伊良部秀輝の尽誠学園（香川）各々巨人に入団した木村龍治と後藤孝志の中京（愛知）、大会屈指の豪腕で広島に入団した川島堅の東亜学園（西東京）などの注目の好投手や名門校をいとも簡単に退けていく戦いぶりが「木内マジック」と呼ばれ、以降木内の代名詞として流通していくようになる。それから3年連続で甲子園に出た後、辞任の噂も飛び交ったが結局そのまま常総の監督を続け1993年の夏大会で4強、翌1994年のセンバツで準優勝、1998年の夏で8強と常総学院を野球の名門校へと定着させていく。ただ1990年代は「今の子はイエスマンが多い」などと取手二高時代のような選手の反発心のなさを嘆いたり選手の自主性を育てようとノーサイン野球を試みて失敗するなど、指導方針に悩みや迷いが多い時期でもあった。
ところが2000年代になり、70歳を超えて木内は迷いが完全に吹っ切れたように結果を出しはじめる。2001年のセンバツでは強豪相手に次々と接戦をものにし、決勝で7-6で仙台育英（宮城）を破って常総学院で初の優勝を果たす。しかしこの頃から視力も衰え始めて試合でも眼鏡をかけるようになり、2003年5月18日には「選手を育てる気力がなくなった」ことを理由に勇退を表明する。注目された最後の夏の大会は木内マジックが冴え渡って勝ち進み、決勝で東北（宮城）のダルビッシュ有（現・サンディエゴ・パドレス）をバントを使わない強攻策で打ち崩し4-2で破って有終の美を飾る。この年の戦力自体は特に優れていたわけではなく、坂克彦を中心とする質の高い守備を特徴とするチームで甲子園での本塁打もゼロだった。木内もインタビューで「どうして私の最後の夏にこんなにツキまくるのか」と述べた。

### 勇退から復帰へ（2004 - 2007）
この大会を最後に、異動で竜ヶ崎一高から藤代高へ移っていた持丸修一（現在は専大松戸高監督）を招き監督を任せ、自身は常総学院の理事として野球部から離れ、2005年9月からは部長という形で野球部に関わっていた。中堅公立校の地道で堅実な指導で知られた持丸だが、常総の監督としては甲子園で1勝もできず、夏の選手権中の2007年8月14日に辞任を表明した。同日に理事長の桜井が再び要請する形で4年ぶりに監督に復帰することが発表された。同年の秋季県大会では霞ヶ浦に敗れセンバツ出場を逃した。

### 第2次常総学院時代（2008 - 2011）
そして、復帰後の夏の県大会では、準決勝では打撃戦、決勝戦では投手戦から劇的なサヨナラ勝ちで、甲子園出場を決める。5年ぶりに甲子園に帰ってきた木内常総に周囲の期待は大きかった。初戦は関東一（東東京）との、関東勢同士となる対戦だったが敗退。内容も過去最多失点という屈辱的な結果になったが、木内は試合後「（復帰して）たった1年で勝てるほど高校野球は甘くない！」と厳しい表情で話し、視線は既に先に向けていた。観戦していた理事長も「常総は死ぬまで木内監督」と続投を明言している。年老いても目まぐるしいほどの選手起用は変わっておらず、県大会でも1試合で何人も投手をつぎ込んだり、控えの選手をほとんど使っていた。
2009年は春季関東大会で準優勝するなど茨城県勢戦後最多の4連覇という大記録を成し遂げ自身2年連続の甲子園出場を決めた。初戦は開幕試合で相手が第85回全国高等学校野球選手権大会の決勝戦で戦った若生正広（2003年当時は東北高校監督）が率いる九州国際大付（福岡）ということもあり、注目を集めた。常総は序盤、緊張していた相手にバント攻撃をして4点先制するなど木内マジック再来かと思われたが、その後投手陣が打ち込まれ4-8で敗れ、久々の甲子園勝利とはいかず若生に借りを返される形となった。試合後は自らの継投ミスが敗因と語った。進退問題には発展せず再び指揮をとっている。
2011年5月13日に夏の公式戦を最後に監督を勇退すると発表された。理由は年齢と健康上によるもの。甲子園を目指した最後の夏は県大会準決勝（7月21日）で藤代高校に敗れた。同年8月3日、後任として同校のコーチとして長年務めていた、教え子の佐々木力（茨城県立取手第二高等学校〜日体大出）が新監督に就任すると発表した。
2020年11月24日、肺がんのため、取手市内の病院で死去。89歳没。

## 監督としての特徴

### 戦術野球の名手
高校野球において上甲正典、高嶋仁、蔦文也、中村順司、尾藤公、馬淵史郎、渡辺元智、前田三夫、阪口慶三らと並ぶ「名将」と呼ばれている。しかし他の「名将」が程度の差はあれ、猛練習で選手を鍛え上げその力で相手をねじ伏せていくことを目標しているのに対して、木内は選手が自分の采配を理解してついていけるような状況判断やサインプレーなど、いわゆる「野球の頭」を鍛えることに重点を置く。この点で木内は高校野球の監督として非常に異質であり、戦術の妙や試合の流れを読む能力という面ではプロ・アマを含めた野球界でもトップクラスとされる。プロで活躍した吉田や仁志も、「木内監督以上に野球を知っている人はいない」という趣旨の発言をしている。見た目は豪快で無作法なキャラクターだが、野球に対しては非常に緻密で繊細であることは多くの関係者が証言している。この世代の指導者としては、長時間の猛練習や厳しい礼儀作法などを嫌った点も特徴である。
その采配は「木内マジック」と称される。選手起用は独特で、先発投手は意表を付いたものが多く、試合の流れを読んで主力選手であっても途中で選手を交代させることが珍しくない。1984年夏の決勝・PL学園戦では、1点リードで迎えた9回裏に同点の被本塁打、さらに与死球で逆転サヨナラ負けになりうる走者が出た場面で、木内は投手を石田→柏葉→石田とワンポイントリリーフさせて乗り切り、取手二高の初優勝に繋げた。
また、盗塁やスクイズのような機動力を駆使した采配も得意だが、むしろそれ以上に傍から見ると無謀ともいえる強攻策を仕掛けることのほうが目立っている。これは博打を打っているのではもちろんなく、自軍の打撃の勢いや相手の投手の調子を把握し試合状況的に「バントをさせに」棒球を投げてくることなどを読んだ上で仕掛けているのである。その例として、終盤の競った場面の無死一塁という場面でセオリーなら十中八九はバントの場面で強攻し、成功を収めたことが数回ある。1つは1987年の選手権準決勝・東亜学園戦の延長10回裏、無死一塁で打者は仁志という場面。木内は仁志に強攻させて、結果はバウンドの高いショートゴロ。しかし意表をつかれた東亜のショートはバントに備えた守備陣形を修正できないまま慌てて一塁に投げて暴投し、一気に一塁走者の島田が生還してサヨナラ勝ちした。もう1つは2001年センバツの準決勝・関西創価（大阪）戦のこれも延長10回裏の無死一塁という場面。注目の好投手野間口貴彦に対し木内は7番打者だった横川史学に強攻させ、これが見事右中間をやぶるサヨナラ二塁打となった。2003年夏の決勝でもダルビッシュ相手に無死一塁から強攻策を仕掛けた時、テレビ解説をしていた横浜高校監督の渡辺元智も「わかりませんねえ」と批判的なコメントをしていたが結果は一死後に3本の長短打がでて一挙3得点であった。

### 木内節
勝利監督インタビュー等における茨城弁での愛嬌のある語り口は「木内節」として高校野球ファンに親しまれていた。また、歯に衣着せぬ物言いで試合を論評するのも特徴である。その言動はユニークで小気味よい反面、誤解を招く発言（例：「甲子園に来るつもりはなかったんですが」、「相手が点取れるピッチャーでしたから」等）も少なくない。

### 茨城県における木内
甲子園では22回出場、40勝19敗（勝利数は2015年春現在、歴代6位）、優勝3回、準優勝2回の成績をおさめる。茨城県勢の優勝は3回（夏2回、春1回）だが、いずれも木内率いるチーム（取手二高及び常総学院高）によりもたらされたものである。茨城県の高校野球は1970年代以前は全国でもレベルの低い県とされていたが木内が甲子園で活躍して以降の1990年代はレベルアップし、どの高校が甲子園に出場しても勝てるようになった。木内は基本的に通学圏内の選手でチームを構成し、毎年甲子園に当たり前に出るような圧倒的に強いチームを作らなかったことも他の高校の競争意識を高めていったと考えられる。顕著な例が2001年のセンバツでこの大会は茨城県勢が前年の秋季関東大会で優勝（常総学院）、準優勝（水戸商業）、ベスト4（藤代）となった（通常秋季関東大会は1県2校参加だがこのときは開催県のため3校出場）ため3校とも出場となった（現在はいわゆる明治神宮大会枠を含む一般枠は1都道府県2校までという原則があるため21世紀枠等で選ばれない限り1県3校出場はありえない）。この大会では前述のとおり常総学院が優勝し、他の2校も1勝をあげた。
とくに水戸商業高校の前監督であった橋本實（故人）は常総学院が圧倒していた時代に4度の夏の甲子園出場を果たし、1999年には春のセンバツ大会で準優勝を果たしている。2000年には木内の常総時代で唯一県大会の決勝で土をつけており（木内の決勝の戦績は10勝1敗。ちなみにこの頃の県大会の決勝の相手は水戸商業になることが非常に多かった）、木内も「橋本さんにはこっちの手が読まれちゃって」とその手腕を高く認めていた。木内自身は茨城県の高校野球全体をレベルアップさせたいという願望が強く「はやく私の関係以外のところで優勝してほしい」と語っていた。しかし木内が勇退した2004年以降、常総学院はじめどの高校が出場しても苦戦が続いた。センバツ、夏の選手権合わせ2004年から2011年の8年間で勝利は2005年選手権での藤代の1勝のみで、2012年選手権でようやく常総学院が茨城県勢7年ぶりの初戦勝利を挙げ、2013年選手権で優勝した2003年以来のベスト8入りを果たし低迷期を脱した。東洋大牛久の大野久や土浦日大の小菅勲などの木内の教え子が県内で監督をしている。

## 主な教え子

### 土浦一高時代
- 安藤統男（阪神、阪神監督、阪神OB会長）[6]

### 取手二高時代
- 石田文樹（横浜→引退）
- 吉田剛（近鉄→阪神→ラジオ大阪野球解説者）[7]
- 松沼博久（埼玉西武ライオンズ、79年新人王）[8]
- 松沼雅之（西武ライオンズ）
- 小菅勲（伊奈高監督→下妻二高監督、監督として甲子園出場→土浦日大高校監督）
- 大野久（阪神→福岡ダイエーホークス→中日ドラゴンズ→東洋大牛久高監督）
- 中島彰一（日本製鉄鹿島監督、都市対抗の常連に）
- 近藤教克（世田谷学園前監督、監督として甲子園出場）
- 佐々木力（常総学院高等学校、監督として甲子園出場）

### 常総学院時代
- 島田直也（日本ハムファイターズ→横浜ベイスターズ→ヤクルトスワローズ→大阪近鉄バファローズ、97年最優秀中継ぎ→常総学院監督、監督として甲子園出場）
- 仁志敏久（早稲田大学→日本生命→読売ジャイアンツ→横浜、96年新人王）
- 金子誠（日本ハム、96年新人王）
- 大崎雄太朗（青山学院大→西武）
- 横川史学（青山学院大→東北楽天ゴールデンイーグルス→読売ジャイアンツ）
- 坂克彦（近鉄→楽天→阪神）
- 内田靖人（楽天）1年夏まで

## 甲子園での監督戦績
| 大会名                     | 出場校   | 出場数 | 成績     | 備考              |
| -------------------------- | -------- | ------ | -------- | ----------------- |
| 選抜高等学校野球大会       | 取手二高 | 2回    | 2勝2敗   |                   |
| 選抜高等学校野球大会       | 常総学院 | 5回    | 11勝4敗  | 優勝1回           |
| 全国高等学校野球選手権大会 | 取手二高 | 4回    | 6勝3敗   | 優勝1回           |
| 全国高等学校野球選手権大会 | 常総学院 | 11回   | 21勝10敗 | 優勝1回           |
| 通算                       | 通算     | 22回   | 40勝19敗 | 優勝3回、勝率.678 |

## エピソード
- 取手二高時代の月給は6万円程度であったという。妻のパートで家計を支えていた（当初は正規の教職員ではなく、用務員として勤めていた）。家庭教師やデパートのアルバイトをしていたこともある。
- 木内によると甲子園を真剣に目指すきっかけを与えたのは、元広島東洋カープの名捕手で広島商業高校時代に甲子園で全国優勝の経験を持つ達川光男である。達川が東洋大学（松沼兄弟、大野久など教え子が多く進学）在学中に取手二高にコーチに来て「甲子園をねらっているんですか」と尋ねた時、木内が「こんなボロクソチームで甲子園なんて冗談じゃねえ」と応じたところ「どんなに弱くても甲子園を目指さなければ選手がかわいそうです」と諭されたという。ただ達川が広島商業のような礼儀作法をうるさく指導するので、これには細かい礼儀作法を嫌がる木内は閉口した。
- 1977年に甲子園に初出場したが、その年は購買部の廃止で給料が下がって辞めるつもりだった。結局その年から2年連続で出場して監督を続けることになった。
- 選手権大会に準優勝旗があると思っていた（取手二監督時代の1984年夏の甲子園決勝の直前、選手達に「勝っても負けても旗はもらえるんだから・・・」と発言したところ、選手から「夏は優勝旗だけですよ」と指摘されて気づいた。準優勝旗があるのは春のセンバツのみである）。
- 優勝した1984年の初戦・箕島（和歌山）戦の前に「勝ったら海に連れてってやる」と選手に話し、大会期間中にも関わらず勝った翌日に本当に選手を須磨海水浴場へと連れていった[9]。しかも木内は翌日の練習で「海に入るだけで泳ぐなとあれほど言ったのに」とそれを選手を叱るネタにした。
- 取手二高時代の教え子、石田文樹の葬儀には参列しなかった。木内は「なぜ手遅れになるまで放置したんだ」という怒りもあったから、というが、今となっては参列しなかったことを後悔している、とのこと[9]。
- 極度の負けず嫌いは有名で、趣味のゴルフでもスコアが悪いと休憩中に昼食もとらずパターの練習をするという。
- 常総学院時代には「木内と野球がしたいというやつだけ来ればいい」という姿勢でスカウト活動はほとんどせず、私立の強豪校で寮も完備しているにも関わらず通学圏外の選手は少なかった。
- 常総学院の最後の頃になると、甲子園が終わると必ず1週間ほど入院していた。

## 関連図書
- 『オレだ!!木内だ!!』（双葉社　1985年）
- 『木内流子供の力の引き出し方―「できない子供」はひとりもいない』（常陽新聞社　2003年）
- 『木内語録―子供の力はこうして伸ばす!』（田尻賢誉との共著　二見書房　2004年）
- 『わが心の木内野球』（仁志敏久著　ベースボールマガジン社　2011年）